# Birat Armanaz
Birat Armanaz (arab. بيرة ارمناز) – wieś w Syrii, w muhafazie Idlib. W 2004 roku liczyła 320 mieszkańców.